# Amiral Sénès
Der Zerstörer Amiral Sénès war eines der zwei Schiffe der Klasse Großes Torpedoboot 1916 der Kaiserlichen Marine, die fertiggestellt wurden. Sie waren die stärksten Zerstörer weltweit. Beide Schiffe mussten an die Siegermächte ausgeliefert werden.

Die spätere Amiral Sénès lief am 31. Januar 1918 als SMS S 113 bei der Schichauwerft in Elbing vom Stapel. Das im August 1919 fertiggestellte Schiff wurde an Frankreich ausgeliefert und im Mai 1920 überführt.
Von 1920 bis 1936 war das in Amiral Sénès umbenannte Schiff im Dienst der französischen Marine.

## Geschichte
Auf der Basis der Kriegserfahrungen entwickelte die Kaiserliche Marine einen neuen Torpedobootstyp, der allen modernen Zerstörern überlegen sein sollte. Selbst ein verzögerndes Gefechte mit Leichten Kreuzern sollte möglich sein. Daher wurde eine starke Bewaffnung mit 15-cm-Geschützen, 60-cm-Torpedorohren und eine Geschwindigkeit über 34 kn gefordert.

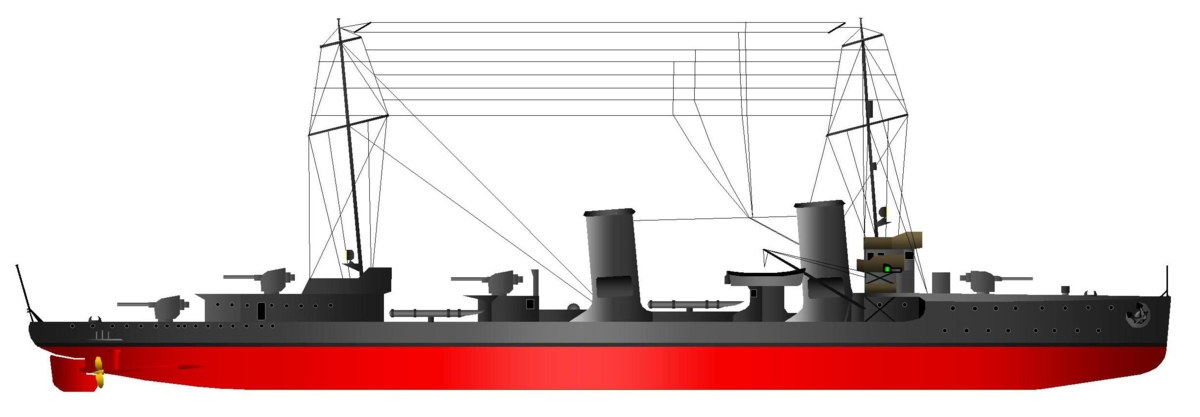
Großes Torpedoboot 1916 (V 116)

Am 15. April 1916 vergab die Marine dann an vier Werften Aufträge zum Bau von jeweils drei Booten, also insgesamt zwölf Einheiten, d. h. eine komplette Torpedoboots-Flottille: S 113 bis S 115 an die Schichauwerft in Elbing, V 116 bis V 118 an die AG Vulcan Stettin, G 119 bis G 121 an die Germaniawerft in Kiel und B 122 bis B 124 an Blohm & Voss in Hamburg. Der Bau der weiterhin offiziell als Torpedoboote bezeichneten Schiffe verzögerte sich allerdings erheblich.

Am 16. Oktober 1917 lief mit B 122 der erste der neuen Zerstörer bei Blohm & Voss in Hamburg vom Stapel, dem allerdings die Schwesterschiffe erst am 26. Oktober 1918 (B 123) und am 6. Juni 1919 (B 124) folgten. Keines dieser Schiffe wurde fertiggestellt. In Elbing lief SMS S 113 am 31. Januar 1918 als zweites Schiff der neuen Klasse vom Stapel, dem die Schwesterschiffe bis zum 20. Juli 1918 folgten. In Stettin kam am 2. März 1918 SMS V 116 zu Wasser, wo die beiden Schwesterschiffe bis zum 6. Juli 1918 folgten. Am 8. Oktober 1918 lief auch noch G 119 in Kiel vom Stapel. Für die Kaiserliche Marine wurde nur V 116 am 31. Juli 1918 in Dienst gestellt. 

S 113 absolvierte die Werftprobefahrten, wurde aber nicht mehr durch die Marine übernommen. Als einziges der verbliebenen Schiffe wurde das Boot noch nach dem Kriegsende am 5. August 1919 in Dienst gestellt. Alle anderen wurden abgewrackt.

### Bauausführung

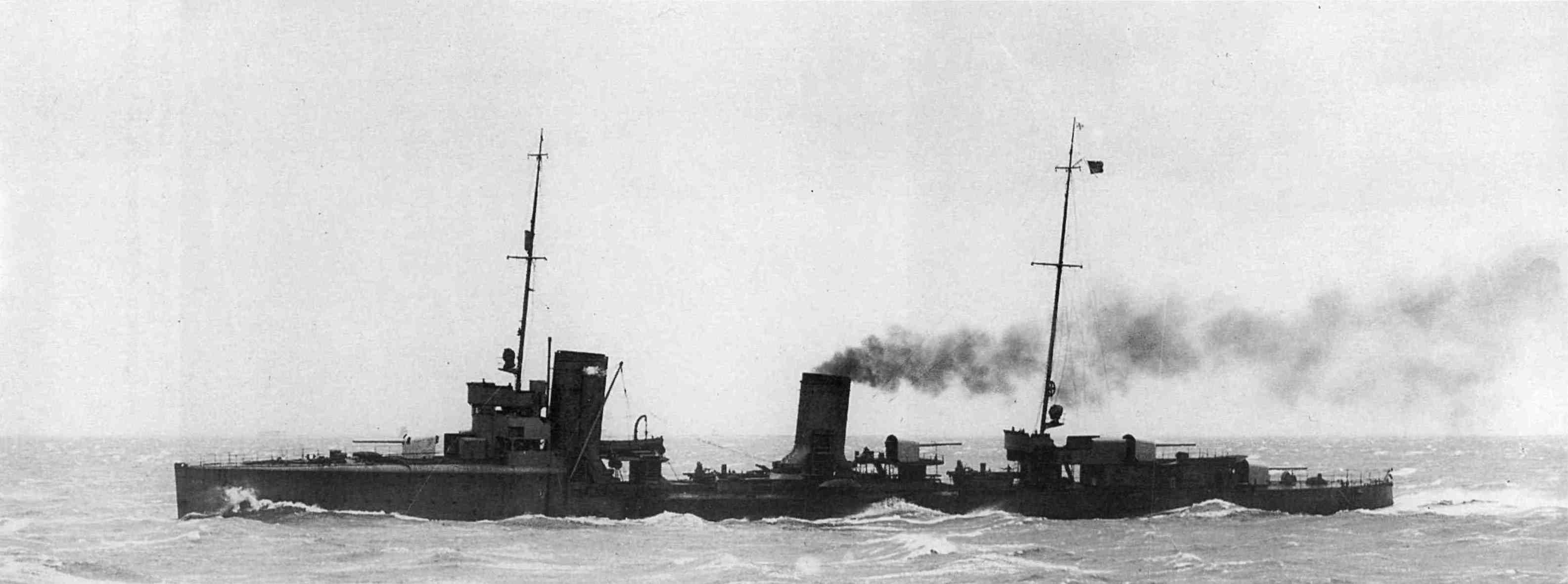
S 113 auf Probefahrt

S 113 befand sich zum Ende des Ersten Weltkriegs noch in der Abnahmephase. Das Schiff war 106 m lang, 10,2 m breit, hatte einen Tiefgang von 4,8 m und verdrängte voll ausgerüstet 2415 Tonnen. Vier mit Öl befeuerte Doppelkessel mit 18,5 atü Druck erzeugten den Dampf für zwei Schichau-Turbinen, die mit 45.000 PS auf die beiden Propeller wirkten und eine Höchstgeschwindigkeit von maximal 36,9 kn ermöglichten. Die Reichweite lag bei einem größtmöglichen Ölvorrat von 720 t und einer Geschwindigkeit von 20 kn bei 2500 sm.
Bei leichten Unterschieden in der Ausführung des Rumpfes und des Turbinentyps je nach Bauwerft bestand die Bewaffnung einheitlich bei allen Einheiten aus vier Schnell-Ladekanonen 15 cm L/45 UToF C 16 in Einzelaufstellung mit 360 Schuss Munitionsvorrat, auf dem erhöhten Vorschiff, auf dem Deckshaus hinter dem zweiten Schornstein, auf dem Deckshaus auf dem Achterschiff und am Heck. Diese Waffe, deren Geschossgewicht bei 45 kg lag, hatte bei einer Kadenz von etwa 5 Schuss/min bei 30° Erhöhung eine maximale Reichweite von 14.500 m. Allerdings stellte das Geschossgewicht aufgrund des manuellen Ladevorgangs erhebliche Anforderungen an die physische Kondition des Bedienpersonals. Dazu waren zwei schwenkbare 60-cm-Doppel-Torpedorohre zwischen den beiden Schornsteinen und zwischen den beiden Deckhäusern aufgestellt, für die vier Reservetorpedos an Bord waren. Die Mitnahme von bis zu 40 Minen war möglich. Die „Großen Torpedoboote 1916“ sollten eine Besatzung von 176 Mann haben (zu denen während des Krieges noch ein 10-%-Kriegszuschlag erfolgt wäre), die bei einem Einsatz als Führerboot um 4 Offiziere und 20 Mann als Flottillenstab erhöht worden wäre.

### In französischen Diensten

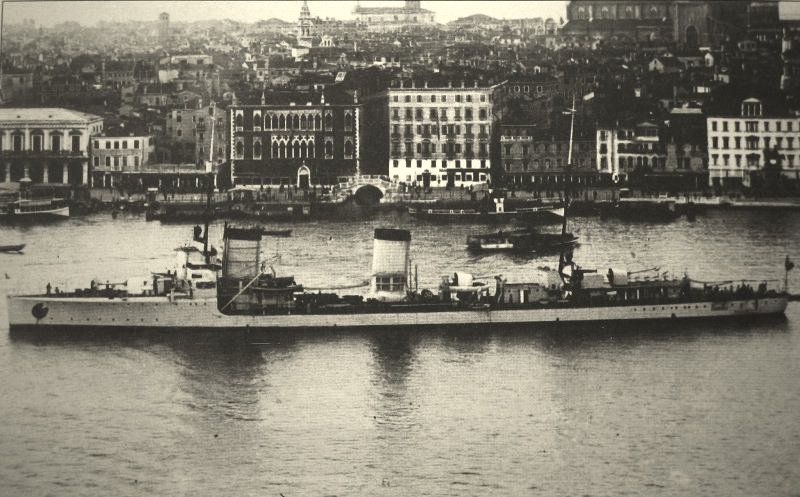
Die ehemalige V 116 als italienische Premuda

Als Reaktion auf die Selbstversenkung der Hochseeflotte am 21. Juni 1919 in Scapa Flow forderten die Entente-Mächte Ersatz von Deutschland. Die Forderungen umfassten jetzt auch die beiden fertigen „Großen Torpedoboote 1916“ S 113 und V 116. Ab November 1919 wurden sie für eine Auslieferung an die Alliierten vorbereitet, während der Abbruch der unfertigen Boote begann.
So liefen 23. Mai 1920 S 113 und V 116 nach Cherbourg, wo die Übergabe der auszuliefernden Kriegsschiffe abgewickelt wurde. V 116 wurde Italien zugeteilt, wo das Schiff unter dem Namen Premuda bis 1937 in Dienst blieb.

S 113 verblieb in Frankreich zum Einsatz bei der französischen Marine. Diese übernahm bis August 1920 noch vier Kleine Kreuzer (Kolberg, Stralsund, Regensburg und Königsberg) sowie acht moderne Große Torpedoboote (V 69, V 130, S 133, S 134, S 135, S 139, H 146, H 147) der ehemals kaiserlichen Marine.
Während die übernommenen deutschen Kreuzer nach Städten in den zurückgewonnenen Regionen Elsaß und Lothringen benannt wurden, erhielten die neun deutschen Torpedoboote Namen von Angehörigen der französischen Marine, die im Ersten Weltkrieg ihr Leben verloren hatten. Die S 113 wurde in Amiral Sénès zu Ehren des Konteradmirals Victor Baptistin Sénès (* 1857) umbenannt, der beim Untergang des Panzerkreuzers Léon Gambetta am 27. April 1915 sein Leben verloren hatte.

Die Amiral Sénès wurde ohne weitere Umbauten in den Dienst der französischen Marine übernommen, die schon seit 1917 Studien zu ähnlichen Schiffen mit vier 138,6-mm-(5.5-in)-Geschützen mit einer etwas höheren Geschwindigkeit und einem größeren Fahrbereich verfolgte.
Da Italien, der Empfänger des Schwesterschiffes V 116, mit den leichten „Esploratori“ (Entdecker/Aufklärungsschiffe) der ursprünglich für Rumänien begonnenen Aquila-Klasse (1750/1820 ts, 34 kn, 3–152 mm, 2 × 2TR) sowie der Mirabello-Klasse (1570/1800 ts, 32 kn, 1– 152 mm u. 7– 102 mm, 2 × 2TR) schon über Zerstörer-ähnliche Schiffe mit schweren Geschützen verfügte, bestellte die französische Marine 1922 sechs „Contre-Torpilleurs 2100 Tonnes“ der (Chacal- oder Jaguar-Klasse) mit fünf 130-mm-L/40-Geschützen Model 1919. Die sechs Schiffe kamen allerdings erst zwischen Dezember 1925 und Oktober 1927 in den Dienst der Flotte. Das ausgiebig getestete ehemals deutsche Schiff bestärkte die französische Marine in ihrem Konzept und führte zu weiteren Bestellungen französischer Großzerstörer.
Von der Amiral Sénès übernahm man Teile der Konstruktion der deutschen 15-cm-L/45-C/16-Torpedoboots-Geschütze, insbesondere deren halbautomatischen Verschluss, zur Weiterentwicklung der französischen 138,6-mm-(5.5-in)-Geschütze. Diese modifizierte Waffe „138,6 mm-L/40 Model 1927“ wurde bei den 1929 bestellten sechs Schiffen der Aigle-Klasse (1932–1934 in Dienst), der 2. Serie der französischen „Contre-Torpilleurs 2400 Tonnes“, eingeführt und ersetzte die fünf 138,6-mm-L/40-Geschütze Model 1923 der 1. Serie/Guépard- oder Bison-Klasse (1929 bis 1931 in Dienst) und blieb die Standardwaffe der französischen Großzerstörer bis zum Zweiten Weltkrieg. Auch die sechs zwischen 1932 und 1935 in Dienst genommenen Avisos coloniaux der Bougainville-Klasse erhielten drei dieser Geschütze als Hauptbewaffnung.
Die Amiral Sénès diente in der französischen Marine im Mittelmeer bis 1936 als Versuchsschiff. Bis 1938 wurde sie als Zielschiff noch im Mittelmeer genutzt und dann verschrottet.

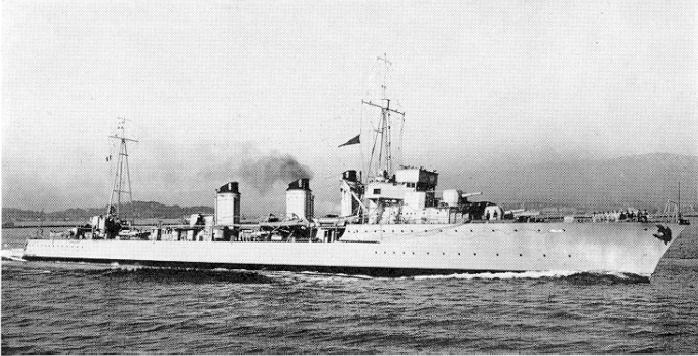
Die Chacal der gleichnamigen Klasse
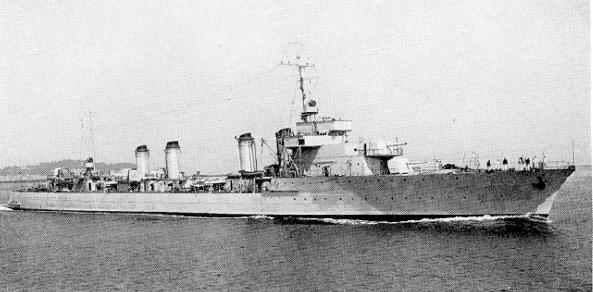
Die Guepard der gleichnamigen Klasse
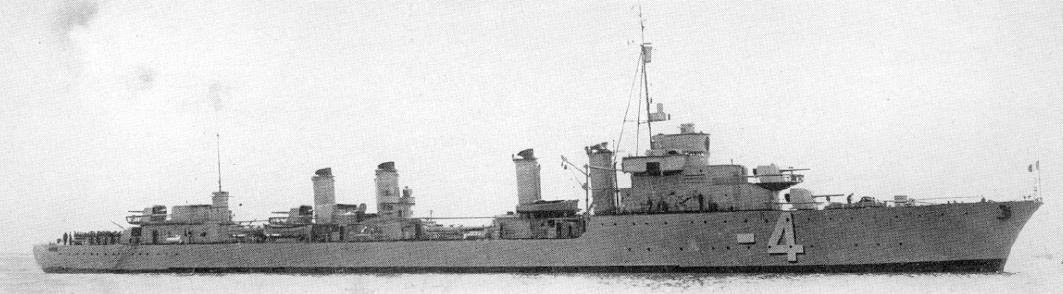
Die Milan der Aigle-Klasse
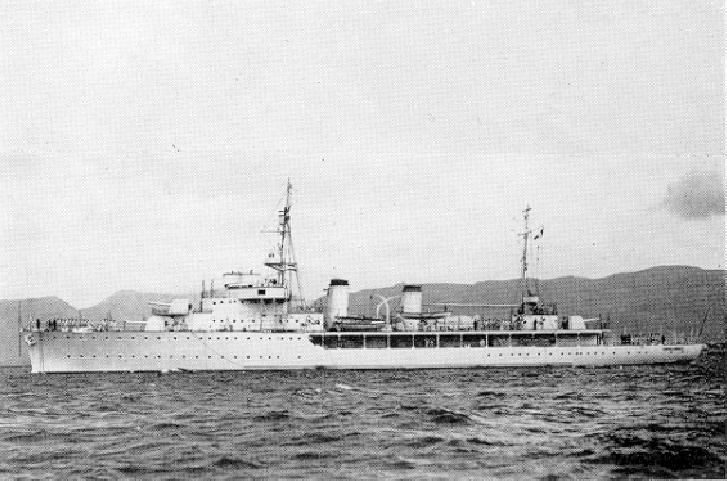
Ein Aviso der Bougainville-Klasse